# 長體文鯿
長體文鯿（學名：Vimba elongata）為輻鰭魚綱鯉形目雅羅魚科的其中一種，分布於歐洲奧地利上奧地利州及德國巴伐利亞州多瑙河流域，生活習性不明。